# A Visit to Nassau, Bahamas, West Indies
A Visit to Nassau, Bahamas, West Indies è un cortometraggio muto del 1911 prodotto dalla Lubin Manufacturing Company. Il nome del regista non viene riportato nei credit del documentario.

## Produzione
Il film fu prodotto dalla Lubin Manufacturing Company.

## Distribuzione
Distribuito dalla General Film Company, il documentario - un cortometraggio di 120 metri - è stato distribuito il 6 aprile 1911 utilizzando il sistema dello split reel assieme al drammatico His Best Girl After All, anch'esso prodotto dalla Lubin.